# Óriás szélescsíkos mongúz
Az óriás szélescsíkos mongúz (Galidictis grandidieri) az emlősök (Mammalia) osztályába, a ragadozók (Carnivora) rendjébe és a  madagaszkári cibetmacskafélék (Eupleridae) családjába tartozó Galidictis nem egyik faja.
Tudományos nevét Alfred Grandidier francia botanikus tiszteletére kapta.

## Elterjedése
A faj Madagaszkár szigetének délnyugati részén fordul elő. Az ott endemikus a Didiereaceae növénycsaládba tartozó fajokból álló száraz bozóterdők lakója.

## Megjelenése
Nagyon hasonlít közeli rokon fajára, a szélescsíkú mongúzra (Galidictis fasciata), de annál jóval nagyobb testű faj.
Testhossza 45-48 centiméter, farokhossza 30-33 centiméter, súlya 1-1,7 kilogramm. A madagaszkári mongúzok (Galidiinae) alcsaládjának legnagyobb testű képviselője.
Halványbarna szürkés színű szőrzete van. Hátán széles, világosszürke színű csíkok futnak keresztül. Hasa sötétbarna színű, lábai rozsdabarnák. Bozontos farka rövidebb, mint a teste és világosbarnás színű.

## Életmódja
Talajlakó életmódú, éjjel aktív faj. Táplálék után kutatva olykor az alacsonyabb bokrokra is felmászik.
Napközben maga ásta odúban pihen és a sötétség beálltával kezd el táplálékot keresni.
Többnyire magányosan látni, e olykor párosával, vagy kisebb csapatban is előfordulhat.

## Táplálkozása
Fő táplálékát ízeltlábúak adják. Kedvenc táplálékállata a madagaszkári bütykös csótány, de egyéb csótányfajokat és skorpiókat is szívesen fogyaszt.

## Természetvédelmi helyzete
A fajt csak 1986-ban írták le egy múzeumban talált példány alapján, melyet akkor szélescsíkú mongúznak kategorizáltak. Élő egyedet először 1989-ben sikerült megfigyelni.
A faj teljes állománya egy nagyjából 500 km²-es területen él.
Jelenleg élő állományát 2200 és 3540 közöttire becsülik. 
A Természetvédelmi Világszövetség a „veszélyeztetett” fajok közé sorolja a fajt.

## Fordítás
- Ez a szócikk részben vagy egészben  a   Großer Breitstreifenmungo című német Wikipédia-szócikk ezen változatának fordításán alapul.  Az eredeti cikk szerkesztőit annak laptörténete sorolja fel. Ez a jelzés csupán a megfogalmazás eredetét és a szerzői jogokat jelzi, nem szolgál a cikkben szereplő információk forrásmegjelöléseként.